# أليسون نولز (مجدفة)
أليسون نولز (بالإنجليزية: Alison Knowles)‏ هي مجدفة بريطانية، ولدت في 27 مارس 1982 في بورنموث في المملكة المتحدة.

## وصلات خارجية
- أليسون نولز على موقع الاتحاد الدولي للتجديف (الإنجليزية)
- أليسون نولز على موقع اللجنة الأولمبية الدولية (الإنجليزية)
- أليسون نولز على موقع أوليمبيديا (الإنجليزية)
- أليسون نولز على موقع اللجنة الأولمبية البريطانية (الإنجليزية)